# エンカレッジング・ワーズ
『エンカレッジング・ワーズ』（Encouraging Words）は、ビリー・プレストンが1970年に発表したアルバム。

## 解説
前作『神の掟』（1969年）に引き続き、ジョージ・ハリスンがプロデューサーとして参加。「マイ・スウィート・ロード」及び「オール・シングス・マスト・パス」はハリスンが提供した楽曲で、2曲とも、ハリスン自身のヴァージョンも1970年11月に発表されている。「アイヴ・ガッタ・フィーリング」はビートルズのカヴァーで、プレストンはビートルズによるオリジナル・ヴァージョンの演奏にも参加している。
アメリカのBillboard 200入りは果たせなかったが、『ビルボード』誌のR&Bアルバム・チャートでは50位に達した。
1993年にCD化された際、ボーナス・トラック2曲が追加収録された。2010年発売のリマスターCDでは、新たに「ハウ・ロング・ハズ・ザ・トレイン・ビーン・ゴーン」も追加された。

## 収録曲
特記なき楽曲はビリー・プレストン作。
1. ライト・ナウ - Right Now - 3:15
2. リトル・ガール - Little Girl - 3:31
3. ユース・ホワット・ユー・ゴット - Use What You Got - 4:22
4. マイ・スウィート・ロード - My Sweet Lord (George Harrison) - 3:23
5. レット・ザ・ミュージック・プレイ - Let the Music Play (B. Preston, Joe Greene, Jesse Kirkland) - 2:43
6. ザ・セイム・シング・アゲイン - The Same Thing Again (B. Preston, Herndon) - 4:36
7. アイヴ・ガッタ・フィーリング - I've Got a Feeling (John Lennon, Paul McCartney) - 2:52
8. シング・ワン・フォー・ザ・ロード - Sing One for the Lord (G. Harrison, B. Preston) - 3:49
9. ホエン・ユー・アー・マイン - When You Are Mine - 2:44
10. アイ・ドント・ウォント・ユー・トゥ・プリテンド - I Don't Want You to Pretend - 2:35
11. エンカレッジング・ワーズ - Encouraging Words - 3:32
12. オール・シングス・マスト・パス - All Things Must Pass (G. Harrison) - 3:45
13. ユーヴ・ビーン・アクティング・ストレンジ - You've Been Acting Strange (R.L. Williams) - 3:24

### CDボーナス・トラック
1. アズ・ロング・アズ・アイヴ・ゴット・マイ・ベイビー - As Long As I Got My Baby - 2:42
2. オール・ザット・アイヴ・ゴット - All That I Got (I'm Gonna Give It to You) (B. Preston, Doris Troy) - 3:34
3. ハウ・ロング・ハズ・ザ・トレイン・ビーン・ゴーン - How Long Has The Train Been Gone (B. Preston, Bruce Fisher) - 3:17